# Hilaria
Hilaria es un género de plantas herbáceas de la familia de las poáceas. Es originario del suroeste de EE. UU. y México a Venezuela.

## Descripción
Son plantas perennes, estoloníferas o rizomatosas. Con vainas redondeadas; la lígula una membrana ciliada o erosa; láminas lineares. Inflorescencia una espiga; espiguillas dimorfas, en fascículos sésiles o subsésiles, los fascículos desarticulándose como una unidad consistente de 1 espiguilla central y 2 laterales; callo obtuso. Espiguillas centrales sésiles, lateralmente comprimidas, casi ocultas por las espiguillas laterales; glumas 1-7-nervias, más cortas que los flósculos, papiráceas a coriáceas, asimétricas, basalmente connatas o libres, 2-lobadas a truncadas o agudas, con 0-2 aristas desde el seno y a veces desde el dorso; flósculos 1(2), el inferior bisexual o pistilado, el superior estaminado o estéril cuando presente; lema membranácea, a veces atenuándose en un cuello largo y angosto, 2-fida o 2-lobada, aristada o sin aristas; pálea casi tan larga como la lema, 2-nervia; lodículas 2, rudimentarias; estambres 3; estigmas 2, plumosos, exertos terminalmente; fruto una cariopsis, el embrión 9/ 10 la longitud de la cariopsis, el hilo punteado. Espiguillas laterales subsésiles, comprimidas lateralmente; glumas más cortas a más largas que los flósculos, asimétricas, flabeladas, papiráceas o coriáceas y connatas en la base, 3-7-nervias, la punta aguda o lobada, con 0-6 aristas desde el seno o el dorso; flósculos 1-5, estaminados o estériles; lema membranácea, aguda a 2-lobada, 3-nervia; pálea casi tan larga como la lema, membranácea; lodículas 2; estambres 3.

## Taxonomía
El género fue descrito por Carl Sigismund Kunth y publicado en Nova Genera et Species Plantarum (quarto ed.) 1: 116–117, pl. 37. 1815[1816]. La especie tipo es: Hilaria cenchroides Kunth
Etimología
El género fue nombrado en honor de Augustin Saint-Hilaire. 
Citología
El número cromosómico básico es x = 9, con números cromosómicos somáticos de 2n = 36, 72, 86, 90 y 120. Hay especies diploides y una serie poliploide. Nucléolos persistentes.

## Especies
1. Hilaria annua Reeder & C.Reeder - Colima
2. Hilaria belangeri (Steud.) Nash
3. Hilaria cenchroides Kunth
4. Hilaria ciliata (Scribn.) Sohns -
5. Hilaria hintonii Sohns
6. Hilaria jamesii (Torr.) Benth.
7. Hilaria mutica (Buckley) Benth.
8. Hilaria rigida (Thurb.) Benth. ex Scribn.
9. Hilaria semplei Sohns - Michoacán
10. Hilaria swallenii Cory